# Schwimmgrundel
Die Schwimmgrundel (Gobiusculus flavescens) ist Art von Grundel, die im Meer- und Brackwasser der europäischen Atlantikküste, vor allem im Gebiet zwischen den Färöer-Inseln und Norwegen bis hin zur spanischen Nordwestküste, in der südlichen Ostsee, an den britischen Küsten und möglicherweise im Mittelmeer vorkommt. Der Fisch wird maximal 6 cm (TL) lang.

## Lebensraum
Die Schwimmgrundel lebt in dicht begrasten Regionen und wird meistens in überwucherten Bauten und Seegras- und Seetangbänken aufgefunden. Sie leben meistens im Watt und in seichtem Wasser in einer Tiefe von bis zu 20 Metern.

## Beschreibung
Die Schwimmgrundel ist eine kleine, schmale Art von Grundel mit einer Größe von maximal 6 cm. Sie unterscheiden sich von anderen Grundeln dadurch, dass sich ihre Augen auf der Seite ihres Kopfes befinden, im Gegensatz zu anderen ihrer Familie, bei denen diese auf der Oberseite sitzen. Kennzeichnend für ihre Art ist ein schwarzer Fleck unten an ihrer Schwanzflosse, jedoch haben Männchen noch einen zweiten kleineren schwarzen Fleck zwischen ihren Brustflossen. Ihre Farbe reicht von rötlich bis hin zu grünbraun, ist aber auf der Unterseite blasser und auf dem Rücken netzförmig gemustert. Entlang der Mittellinie ist eine Reihe bläulicher Markierungen, die während der Brutsaison bei den Männchen äußerst hell werden.

## Lebensweise
Im Gegensatz zu den meisten Grundeln lebt diese Art nicht auf dem Meeresgrund, sondern bevölkert in Schwärmen die Seegräser und Seetange. Es ernährt sich von Zooplankton, wie beispielsweise den Larven von verschiedenen Krebstieren. Die Brut findet während des Sommers statt. Das Männchen grenzt im Sand, meist unter einem Stein ein Revier ein in welches das Weibchen ihre Eier ablegt. Das Männchen beschützt die Eier, bis diese schlüpfen. Die Jungfische ziehen in tieferes Wasser, um dort den Winter zu verbringen, während die adulten Tiere meist sterben, bevor sie sich ein zweites Mal fortpflanzen können.